# Avenida 27 de Febrero (Buenos Aires)
La avenida 27 de Febrero es una arteria vial del sur de la Ciudad de Buenos Aires, Argentina.
El 5 de octubre de 2005 se inauguró el ensanche de esta avenida, destinado a descongestionar el tránsito pesado de las autopistas Dellepiane y 25 de Mayo, formando parte del inconcluso "Anillo Vial" (camino de circunvalación) de la ciudad. Se construyeron dos carriles nuevos, y una reservación central que dividió la circulación en ambos sentidos, brindándole el carácter de autovía (carretera dividida), ya que casi no tiene intersección con otras calles o avenidas.
Esta obra permitió recuperar una zona que hasta entonces, estaba abandonada y destinada a basurales.

## Recorrido
Esta arteria vial se extiende a lo largo del Riachuelo, por los barrios de Villa Riachuelo, Villa Soldati y Nueva Pompeya entre el Puente La Noria y el Puente Alsina. En su camino, atraviesa la parte de atrás del Autódromo Oscar y Juan Gálvez y del Estadio Multipropósito Parque Roca

## Características
La obra forma parte del Anillo Vial de la ciudad, unos caminos de circunvalación que completan las avenidas General Paz, Lugones, Cantilo y Paseo del Bajo.
La avenida consiste en dos calzadas separadas por un bulevar de 5,70 m de ancho. La calzada con sentido hacia el Puente Alsina cuenta con dos carriles de 3,50 m de ancho, a su vez que la calzada con destino Puente La Noria, cuenta también con dos carriles de 3,50 m de ancho más una dársena de 3 m de ancho (totalizando un ancho de 22,70 m) para estacionamiento.
El 18 de octubre de 2002 se inauguró la rotonda de enlace con la Autopista Presidente Héctor J. Cámpora, la cual une directamente la avenida con el cruce de las autopistas 25 de Mayo, Perito Moreno y Tte. Gral. Luis Dellepiane. En 2008 se mejoró la rotonda en su cruce con la Av. General Paz como parte de las obras de refuerzo del Puente La Noria.
En 2017 se iniciaron las obras de construcción del Puente Lacarra, como obra complementaria del empalme de la Autopista Cámpora, uniendo las cercanías de la rotonda con la localidad de Villa Diamante, en Lanús. El puente fue finalmente inaugurado en septiembre de 2018, bajo el nombre de Puente Olímpico Ribera Sur, con sus accesos y rotondas correspondientes.

## Toponimia
Recuerda el 27 de febrero de 1812, fecha en la que Manuel Belgrano toma como símbolo de la lucha por la independencia el celeste y el blanco, que formarán más tarde la Bandera Argentina.

## Cruces importantes y lugares de referencia

### Nueva Pompeya
- 5000: Avenida Sáenz - Avenida Don Pedro de Mendoza - Puente Alsina/Ezequiel Demonty - Estación Puente Alsina del FCG Belgrano Sur

### Villa Soldati
- 6200: Avenida San Pedrito
- 7000: empalme de la Autopista Presidente Héctor J. Cámpora
- 7100: empalme del Puente Olímpico Ribera Sur
- 7300: Arroyo Cildáñez - Reserva Ecológica Lago Lugano - Estadio Mary Terán de Weiss (Parque Roca)

### Villa Riachuelo
- 7600: Avenida Escalada
- 9700: Avenida General Paz - Puente de la Noria - Autódromo Oscar y Juan Gálvez